# Тунгузка
Тунгу́зка — река в России, протекает в Седельниковском районе Омской области. Устье реки находится в 287 км по правому берегу реки Уй. Длина реки составляет 11 км.
На реке находится деревня Елизарово, упразднённая деревня Нижние Тунгузы.

## Данные водного реестра
По данным государственного водного реестра России относится к Иртышскому бассейновому округу, водохозяйственный участок реки — Иртыш от впадения реки Омь до впадения реки Ишим, без реки Оша, речной подбассейн реки — бассейны притоков Иртыша до впадения Ишима. Речной бассейн реки — Иртыш.
Код объекта в государственном водном реестре — 14010100312115300006133.